# A stawką jest śmierć
A stawką jest śmierć (fr. Le prix du danger) – francusko-jugosłowiański dramat fantastycznonaukowy z 1983 roku w reżyserii Yves'a Boisseta. Scenariusz filmu oparty był na fantastycznym opowiadaniu Roberta Sheckleya pt. The Prize of Peril.

## Opis fabuły
Akcja rozgrywa się podczas programu telewizyjnego, realizowanego na żywo. Biorący w nim udział François Jacquemard (Gérard Lanvin) ma za zadanie w ciągu określonego czasu dotrzeć do wyznaczonego miejsca. Po drodze musi stoczyć walkę z pięcioma prześladowcami, usiłującymi go zabić. Jeżeli uda mu się przeżyć, otrzyma w nagrodę milion dolarów.

## Obsada
- Gérard Lanvin jako François Jacquemard
- Michel Piccoli jako Frédéric Mallaire
- Marie-France Pisier jako Laurence Ballard
- Bruno Cremer jako Antoine Chirex
- Andréa Ferréol jako Élisabeth Worms
- Jean Rougerie jako przewodniczący komisji
- Jean-Claude Dreyfus jako Bertrand
- Jean-Pierre Bagot jako Alexandre
- Henri-Jacques Huet jako Victor Segal
- Dragan Stueljanin jako Roederer
- Steve Kalfa jako Édouard
- Zlata Numanagić jako Jacqueline
- Julien Bukowski jako Arnaud
- Gabrielle Lazure jako Marianne
- Catherine Lachens jako Madelaine